# Anna-Karin Strömstedt
Anna-Karin Elisabet Strömstedt (ur. 1 stycznia 1981 w Vansbro) – szwedzka biegaczka narciarska i biathlonistka, zawodniczka klubu Vansbro AIK.

## Kariera
Po raz pierwszy na arenie międzynarodowej Anna Karin Strömstedt pojawiła się w styczniu 1998 podczas mistrzostw świata juniorów w Pontresinie, gdzie zwyciężyła w sztafecie, a w biegu na 5 km techniką dowolną uplasowała się na 26. miejscu. Dwa lata później, na mistrzostwach świata juniorów w Štrbskim Plesie zajęła między innymi 35. miejsce w sprincie stylem dowolnym.
W Pucharze Świata zadebiutowała 11 marca 1998 roku w Falun, zajmując 71. miejsce w biegu na 5 km techniką dowolną. Pierwsze punkty wywalczyła dopiero 13 lutego 2005 roku w Reit im Winkl, plasując się na 20. pozycji w sprincie klasykiem. W klasyfikacji generalnej sezonu 2004/2005 zajęła ostatecznie 83. miejsce. Najlepsze wyniki w Pucharze Świata osiągnęła w sezonie 2005/2006, który ukończyła na 42. miejscu. Nie stała na podium indywidualnych zawodów pucharowych, ale 10 lutego 2007 w Davos wraz z koleżankami z reprezentacji zwyciężyła w sztafecie.
Pierwszą seniorską imprezą w jej karierze były igrzyska olimpijskie w Turynie w 2006 roku, gdzie wspólnie z koleżankami zajęła czwarte miejsce w sztafecie, przegrywając walkę o brązowy medal z reprezentantkami Włoch. W swoim najlepszym występie indywidualnym była trzydziesta na dystansie 30 km stylem dowolnym. Strömstedt startowała także na mistrzostwach świata w Sapporo w 2007. W biegu łączonym na 15 km zajęła 40. pozycję, a biegu na 30 km techniką klasyczną nie ukończyła.
W 2006 zdobyła brązowe medale mistrzostw Szwecji w sprincie techniką klasyczną oraz biegu na 10 km klasykiem. W 2010 roku przeniosła się z biegów narciarskich do biathlonu.

## Osiągnięcia

### Igrzyska olimpijskie
| Miejsce | Dzień     | Rok  | Miejscowość | Konkurencja           | Czas biegu | Strata  | Zwyciężczyni        |
| ------- | --------- | ---- | ----------- | --------------------- | ---------- | ------- | ------------------- |
| 47.     | 12 lutego | 2006 | Turyn       | 15 km łączony         | 42:48,7    | +5:02,6 | Kristina Šmigun     |
| 4.      | 18 lutego | 2006 | Turyn       | Sztafeta 4x5 km       | 54:47,7    | +12,6   | Rosja               |
| 30.     | 24 lutego | 2006 | Turyn       | 30 km stylem dowolnym | 1:22:25,4  | +6:04,0 | Katerina Neumannová |

### Mistrzostwa świata
| Miejsce | Dzień     | Rok  | Miejscowość | Konkurencja             | Czas biegu | Strata  | Zwyciężczyni   |
| ------- | --------- | ---- | ----------- | ----------------------- | ---------- | ------- | -------------- |
| 40.     | 25 lutego | 2007 | Sapporo     | 15 km łączony           | 41:27,5    | +3:37,6 | Olga Zawjałowa |
| DNF     | 3 marca   | 2007 | Sapporo     | 30 km stylem klasycznym | 1:29:47,1  | -       | Virpi Kuitunen |

### Mistrzostwa świata juniorów
| Miejsce | Dzień       | Rok  | Miejscowość   | Konkurencja           | Czas biegu | Strata  | Zwycięzca              |
| ------- | ----------- | ---- | ------------- | --------------------- | ---------- | ------- | ---------------------- |
| 26.     | 21 stycznia | 1998 | Pontresina    | 5 km stylem dowolnym  | 14:03,2    | +1:02,0 | Katrin Šmigun          |
| 1.      | 23 stycznia | 1998 | Pontresina    | Sztafeta 4x10 km      | 1:02:11,7  | -       | -                      |
| 4.      | 5 lutego    | 1999 | Saalfelden    | Sztafeta 4x10 km      | 55:04,2    | +1:49,6 | Finlandia              |
| 45.     | 25 stycznia | 2000 | Štrbské Pleso | 5 km stylem dowolnym  | 14:23,5    | +2:32,9 | Jekatierina Sczastliwa |
| 36.     | 29 stycznia | 2000 | Štrbské Pleso | 15 km stylem dowolnym | ?          | -       | Pirjo Manninen         |

### Puchar Świata

#### Miejsca w klasyfikacji generalnej
- 2004/2005: 83.
- 2005/2006: 42.
- 2006/2007: 74.

### Mistrzostwa świata
| 2011 Chanty-Mansyjsk (Rosja) | 45. miejsce (SP), 36. miejsce (PU)                                    |
| 2012 Ruhpolding (Niemcy      | 46. miejsce (IN), 56. miejsce (SP), 52. miejsce (PU), 5. miejsce (RL) |

IN – bieg indywidualny, SP – sprint, PU – bieg pościgowy, MS – bieg ze startu wspólnego, RL – sztafeta

#### Puchar Świata

##### Miejsca w klasyfikacji generalnej
| Sezon     | Miejsce |
| --------- | ------- |
| 2010/2011 | 59.     |
| 2011/2012 | 52.     |
| 2012/2013 | 67.     |
| 2013/2014 | 47.     |